# 多拉特乡
多拉特乡，是中华人民共和国新疆维吾尔自治区塔城地区托里县下辖的一个乡镇级行政单位。

## 行政区划
多拉特乡下辖以下地区：
多拉特村、拜亭奇村、居马拜村、拜格托别村、阿勒玛勒村、萨依巴克村、乎吉尔台村、加朗阿什村、加玛特村、塔克勒根村、阿克赛村、吉也克村、加尔巴斯村、喀拉苏村和冬古列克村。